# KbdApple
KbdAppleとは、Appleのオペレーティングシステム (OS) であるMac OS X v10.5の付属ソフトウェアで、Boot Campで動作するWindows XPやWindows Vista環境においてMacintosh対応キーボードをIntel Macパソコンで使用可能にするWindows用キーボードドライバのこと。

## 特徴
Macintosh対応キーボードとWindows対応キーボードではキー配列に若干の相違がある。その相違を吸収するとともに、WindowsとMacintoshの両OS特有のキーボード操作の利便性を引き出すことができるソフトウェアである。
このソフトウェアはフリーソフトにて配布されているが、同様の機能を実現するAppleKという商用ソフトウェアも発売されている。

## 主な機能
- 日本語入力モードの切り替え支援
- スクリーンキャプチャ機能支援
- Ctrl+Alt+Delete操作によるログオン
- 左CommandキーをControlキーとして割り当てる　（これにより、コピー・アンド・ペースト操作がWindowsライクで実現することができる）
- Commandキーの割り当て変更
- IMEのONとOFFの切り替えに関する割り当て変更
- MacBookキーボードに関する割り当て変更
- 「￥」「＿」「ろ」などの記号キー入力支援